# Neoptolemus av Epirus
Neoptolemus eller Neoptolemos, död cirka 360 f.Kr., var kung över molossierna. Han var far till Alexander I av Epirus och Olympias.